# 木下ミシェル
木下 ミシェル（きのした ミシェル、1993年〈平成5年〉12月20日 - ）は、日本のモデルであり、女性アイドルグループ・SKE48チームKIIの元メンバーである。
SKE48時代は、木下 有希子（きのした ゆきこ）として活動していた。
愛知県出身。セントラルジャパン所属していた。

## 略歴
- 2009年11月1日、『SKE48第三期メンバーオーディション』に合格[1]。
- 2010年2月27日付で、同期の須田亜香里とともにチームSへ昇格。
- 2010年3月24日発売の2ndシングル「青空片想い」の選抜メンバーとなる。
- 2013年4月13日、日本ガイシホールで行われたSKE48春コン2013「変わらないこと。ずっと仲間なこと」で、「組閣」と称したチーム再編により、チームEへの移籍が発表された[2]。
- 2013年7月17日、新チーム体制に再編（チームEへ移籍）。
- 2014年2月24日、「AKB48グループ大組閣祭り〜時代は変わる。だけど、僕らは前しか向かねえ!〜」のチーム再編でSKE48チームEからチームKIIへの異動が発表された。
- 2014年4月30日、大組閣後の新体制での「ラムネの飲み方」公演初日において、チームKIIとしての初舞台。（4月25日付移籍）
- 2014年5月から6月にかけて実施された『AKB48 37thシングル選抜総選挙』では40位で、ネクストガールズに選出された[3]。
- 2014年8月25日、チームKII公演において同年11月いっぱいでSKE48を卒業することを発表[4]。
- 2014年11月30日、SKE48としての活動を終了した。
- 2016年1月5日、「木下ミシェル」として活動再開。
- 2018年4月24日、結婚と妊娠を報告[5]。同年9月9日、第1子女児を出産[6]。

## 人物
- 愛称は、ゆっこ[7]。キャッチフレーズは「今日もテンションの高いゆっこを皆さんにお届けします。○○歳、ゆっここと木下有希子です!」[7]。（以前は「大きな栗の、木の下 ゆっこ!」）
- 日本人とコロンビア人のハーフ[8]。弟がいる[9]。
- 趣味は、ダンス、ファッション、音楽、DVD鑑賞[7]。将来の夢はファッションモデル。
- 特技は、ダンス[7]。小学2年生のときからダンスと空手（黒帯所持）[10]を習っており、HIP-HOP（ダンス）には自信がある[11][12]。
- スペイン語を話す[13]。
- 中日ドラゴンズのファンで、特に、井端弘和のファンであった[14]。
- 2013年にファッション誌『ViVi』の専属モデルオーディションを受け1次選考の書類審査は通過したが[注 1]、2次選考で落選した[15]。

### SKE48
- SKE48のオーディション受験には父親からの紹介を受けたという。
- ファッション研究会の副会長。メンバーからも「着まわしが上手」「一緒に買い物に行くと、店員さんより的確」「着こなせない服を着ている」など圧倒的に支持されている[11]。
- チームSに3期生として昇格したメンバーである（他に須田、木﨑ゆりあ）。加入当時は「先輩たちが怖かった。プロ意識が高いし『絶対に間違えちゃいけない』って。他の3期生のコにいつも相談していました」とのこと[11]。

## SKE48在籍時の参加曲

### シングルCD選抜曲
SKE48名義
- 青空片想い
- 「ごめんね、SUMMER」に収録
  - 少女は真夏に何をする? - アンダーガールズA名義
- 1!2!3!4! ヨロシク!
- 「バンザイVenus」に収録
  - 誰かのせいにはしない - 紅組名義
- パレオはエメラルド
- オキドキ
- 「片想いFinally」に収録
  - 声がかすれるくらい - 紅組名義
- 「アイシテラブル!」に収録
  - なんて銀河は明るいのだろう - 紅組名義
- 「キスだって左利き」に収録
  - 鳥は青い空の涯を知らない - 紅組名義
- 「チョコの奴隷」に収録
  - Darkness - セブンダンサーズ名義
- 美しい稲妻
  - シャララなカレンダー - Team E名義
- 「賛成カワイイ!」に収録
  - 石榴の実は憂鬱が何粒詰まっている? - 紅組名義
- 「未来とは?」に収録
  - Mayflower - 九龍嬢名義
  - 待ち合わせたい - Team E名義
- 「不器用太陽」に収録
  - サヨナラ 昨日の自分 - Team KII名義

AKB48名義
- 「ギンガムチェック」に収録
  - あの日の風鈴 - ウェイティングガールズ名義
- 「心のプラカード」に収録
  - ひと夏の反抗期 - ネクストガールズ名義

### アルバムCD選抜曲
SKE48名義
- 『この日のチャイムを忘れない』に収録
  - フラフープでGO!GO!GO! - チームS名義
  - Beginner - チームS名義

AKB48名義
- 『ここにいたこと』に収録
  - ここにいたこと
- 『1830m』に収録
  - 青空よ 寂しくないか?

### 劇場公演ユニット曲
SKE48 研究生「PARTYが始まるよ」公演
- キスはだめよ

 チームS 3rd Stage「制服の芽」公演
- 思い出以上（山下もえ卒業後）
- 女の子の第六感（ユニットシャッフル後）

チームE 3rd Stage「僕の太陽」公演
- 愛しさのdefense
- アイドルなんて呼ばないで ※
※古畑奈和のユニットアンダー

チームKII 5th Stage「ラムネの飲み方」公演
- クロス
- 眼差しサヨナラ※
※山田菜々、高柳明音のユニットアンダー

## 出演

### テレビドラマ
- モウソウ刑事!（2011年1月12日、東海テレビ） - 木下有希子 役。

### バラエティ
- 週刊AKB（2010年3月19日 - 2012年11月30日　不定期出演、テレビ東京）
- 地元応援バラエティ このへん!!トラベラー（2010年3月23日・11月16日、中京テレビ）
- でらSKE〜夜明け前の国盗り48番勝負（2010年6月28日 - 2011年5月4日 不定期出演、TBS）
- SKE48のアイドル×アイドル（2010年12月6日・13日、中京テレビ）
- スター姫さがし太郎（2011年1月29日・2月5日、テレビ東京）
- イッテ♡恋48（2011年5月1日 - 9月18日 不定期出演、tvk）
- SKE48の世界征服女子（2011年10月3日 - 2012年9月26日 不定期出演、中京テレビ）
- SKE48 ムスメにいかが!?（2011年7月8日・12月9日・2012年3月9日・12月14日・2013年1月4日・3月8日、東海テレビ）
- SKE48のエビフライデーナイト（2013年10月5日 - 2013年12月21日、日本テレビ）
- サンヨーハウジング名古屋presents SKE48のリア住（2014年1月4日・1月11日、テレビ愛知）
- DANCE KINGDOM（2014年4月17日 - 、NOTTV）
- SKE48の火曜アルバイト劇場（2014年7月1日 - 、CBCテレビ）
- SKE48 エビショー!（2014年7月15日 - 9月30日、日本テレビ）

### ラジオ
木下有希子として出演
- SKE48 観覧車へようこそ!!（2010年8月30日 - 不定期出演、CBCラジオ）
- SKE48♥1+1は2じゃないよ!（2010年11月24日 - 不定期出演、東海ラジオ）

木下ミシェルとして出演
- Morning NEO -SUNNY- → SUNNY（2017年2月2日 - 2018年3月29日、Radio NEO) - 木曜DJ

### CM
- びっくりドンキー（2010年5月17日 - 24日、テレビ愛知） - 7回のみの放送。
- ASBEE『ASBee100×SKE48』（2010年10月）

### その他
- HKT48 チームH 1st Stage「手をつなぎながら」公演（2012年9月19日・20日、HKT48劇場）